# 木更津ノリ
木更津ノリ（きさらづのり）は、一般に乾海苔はアマノリ属の抄製品を指す呼称。

## 概要
アマノリ属は日本では約20種が確認されているが、乾海苔に利用される多くがアサクサノリとスサビノリである。
スサビノリが東京湾にはじめて移入したのは1951年（昭和26年）に有珠湾採苗の種網が持ち込まれたのが最初で、後に塩釜湾からの種網に混入して、自然繁殖した。特に海水塩分の高い木更津付近から大堀にかけて多く生息し、木更津ノリといわれた。色は明紫色で体は卵形か長卵形。緑辺の波縮は鋸歯がなく、大きさは10～20cmが普通。細胞は一層、32～53μで性質はアサクサノリに似るが、生殖体の分裂形式から見て別種。木更津の久津間漁業協同組合ではべ夕流し網、支柱網式で養殖を行っていた。

## 関連記事
- 江戸前
- 上総ノリ

## 参考書籍
- 東京都内湾漁業興亡史刊行会編『東京都内湾漁業興亡史』1971年